# Эзермала
Э́зермала (латыш. Ezermala) — новый район города Даугавпилс (Латвия).
Находится на полуострове юго-восточного берега озера Шуня между земельной собственностью на улице Цесу, 20, железной дорогой и транспортной развязкой улиц Видземес и Пиекрастес. В самом конце полуострова находится древнее еврейское кладбище, помеченное на картах в XVIII веке. По проекту бывшего главного архитектора города Г. Кудини Эзерсциемс запланирован был посёлок на 24 дома, граничит в районами Крепость и Старый Форштадт. Перед строительством посёлка приглашали археолога из Риги для определения границы кладбища, из-за чего посёлок немного отступил от границы кладбища.